# 腺瘤
腺瘤（英語：Adenoma，/ˌædɪˈnoʊmə/）是腺源性或腺状上皮组织产生的良性肿瘤。包括肾上腺、脑下垂体、甲状腺、前列腺等器官在内，许多腺器官都可能形成腺瘤。